# Jonathan Matijas
Jonathan Christopher Matijas (sinh ngày 6 tháng 1 năm 1990 ở Nice) là một cầu thủ bóng đá người Pháp-Algérie thi đấu cho JSM Skikda.

## Sự nghiệp câu lạc bộ
Vào tháng 5 năm 2014, Jonathan Matijas ký hợp đồng với USM Bel Abbès.